# Аварийный
Аварийный — посёлок в Суворовском районе Тульской области России. Входит в состав Северо-Западного сельского поселения.

## География
Находится в западной части Тульской области, в зоне хвойно-широколиственных лесов, в пределах северной части Среднерусской возвышенности,  на расстоянии приблизительно 5 км от по прямой на север от города Суворов, административного центра района.

### Климат
Климат характеризуется как умеренно континентальный, с умеренно холодной снежной зимой и тёплым летом. Средняя температура воздуха для зимнего периода — −11 — −10 °C; для летнего периода — 18 — 19 °C. Безморозный период длится в течение 145 дней. Среднегодовое количество атмосферных осадков составляет 550—600 мм, из которых большая часть выпадает в тёплый период.

## История
Был отмечен на карте уже только 1989 года.

## Население
| 2010 |
| ---- |
| 68   |

## Инфраструктура
Личное подсобное хозяйство с зоной сельскохозяйственного использования, индивидуальная застройка усадебного типа.

## Транспорт
Посёлок доступен автотранспортом. Остановка общественного транспорта «Танцплощадка». 